# Xorides rileyi
Xorides rileyi är en stekelart som först beskrevs av William Harris Ashmead 1890.  Xorides rileyi ingår i släktet Xorides och familjen brokparasitsteklar. Inga underarter finns listade i Catalogue of Life.